# Французький зв'язковий 2
«Французький зв'язковий 2» (англ. French Connection II) — американський трилер 1975 року.

## Сюжет
Друга частина відомої кримінальної драми про нью-йоркського поліцейського Папая Дойла. Сужитель закону продовжує свою запеклу і криваву боротьбу проти продавців наркотиків. Цього разу детектив приїжджає в Марсель, звідки ведуть сліди поставок героїну на територію США. Разом з місцевими поліцейськими він повинен знайти і знешкодити картель наркоторговців. Але злочинці вже чатують Дойла і готові до протистояння, яке цього разу буде ще жорстокішим.

## У ролях
| Актор               | Роль                                     |
| ------------------- | ---------------------------------------- |
| Джин Гекмен         | Джиммі «Попай» Дойл                      |
| Фернандо Рей        | Ален Шарньє                              |
| Бернар Фрессон      | інспектор Анрі Бартельмі                 |
| Жан-П'єр Кастальді  | інспектор Рауль Дірон                    |
| Шарль Міллот        | інспектор Мілетто                        |
| Кетлін Несбіт       | стара леді в готелі Des Colonnades       |
| П'єр Колле          | старий Pro                               |
| Александр Фабр      | молодий інспектор                        |
| Філіп Леотар        | Жак, наркоторговець                      |
| Жак Динам           | інспектор Дженево, керівник Бартельмі    |
| Рауль Делфоз        | голландський Капітан SS Tarron           |
| Патрік Флершейм     | манфреді                                 |
| Андре Пенверн       | Анрі, Бармен в кафе Ле Флорида           |
| Ед Лотер            | генерал Вільям Браян, спільник Чарньє    |
| Даніель Веріте      | 1-й охоронець готель Tanger              |
| Хем-Чау Лионг       | японський Капітан Йокогама Кобе          |
| Жан-П'єр Золя       | кремезний поліцейський                   |
| Рейні Прат          | молода дівчина на пляжі, грає у волейбол |
| Саманта Ллоренс     | Деніз                                    |
| Малек Катеб         |                                          |
| Маню Плутон         |                                          |
| в титрах не вказані |                                          |
| Жан-Марк Аллегре    |                                          |
| Ролан Бланш         | заарештована людина                      |
| Патрік Бушіте       |                                          |
| Філіп Брізар        | таксист                                  |
| Поль Мерсі          | поліцейський                             |
| Гел Нідем           | викрадач Дойла                           |
| Амбруаз Перрен      |                                          |